# 순창 순평사 금동여래좌상
순창 순평사 금동여래좌상(淳昌 淳平寺 金銅如來坐像)은 대한민국 순창군 순창읍 순평사에 있는, 조선 시대의 금동불 좌상이다. 1998년 11월 27일 전라북도의 유형문화재 제165호로 지정되었다.
이 불상의 전체높이는 104cm, 상호높이는 30cm이며, 어깨너비 42cm인데, 불상이 지닌 여러 특징으로 보아 14~15세기에 조성된 것으로 보이며 우아하고 귀족적인 모습을 보인다.
이 불상이 처음 어디에서 조성되었는지, 또 어디에 모셔졌었는지에 대해서는 확실하게 알려진 바가 없다. 구전에 의하면 전에는 남원에 있는 어느 사찰에 모셨던 것이라는데, 해방(1945년)후에 전남 담양의 어느 개인이 소장하기도 했다가 순평사로 옮겨 온 것이다. 지금은 순평사 대웅전에 봉안되어 있다.

## 개요
순평사의 본존불로 모시고 있는 이 불상은 원래 담양군의 어떤 사찰에 있던 것이다. 조각수법으로 보아 조선초기에 만든 것으로 보인다. 불상의 받침대나 부처의 광명을 상징하는 머리 뒤의 장식인 광배는 남아 있지 않다. 작고 꼭 다문 입에서 매우 근엄한 인상이 풍기는 불상으로, 전체적으로 자세가 안정되어 있고 단정한 모습을 보여주는데, 얼굴과 상체가 유난히 길게 표현된 점이 특징이다. 불상 아래 부분에서 유물을 넣어 둔 함이 발견되었는데, 불상을 처음 만들 때 넣은 유물은 모두 없어졌고, 1946년에 넣은 불경과 은제장신구 등이 들어 있다.

## 같이 보기
- 순평사